# Pauluskapellet

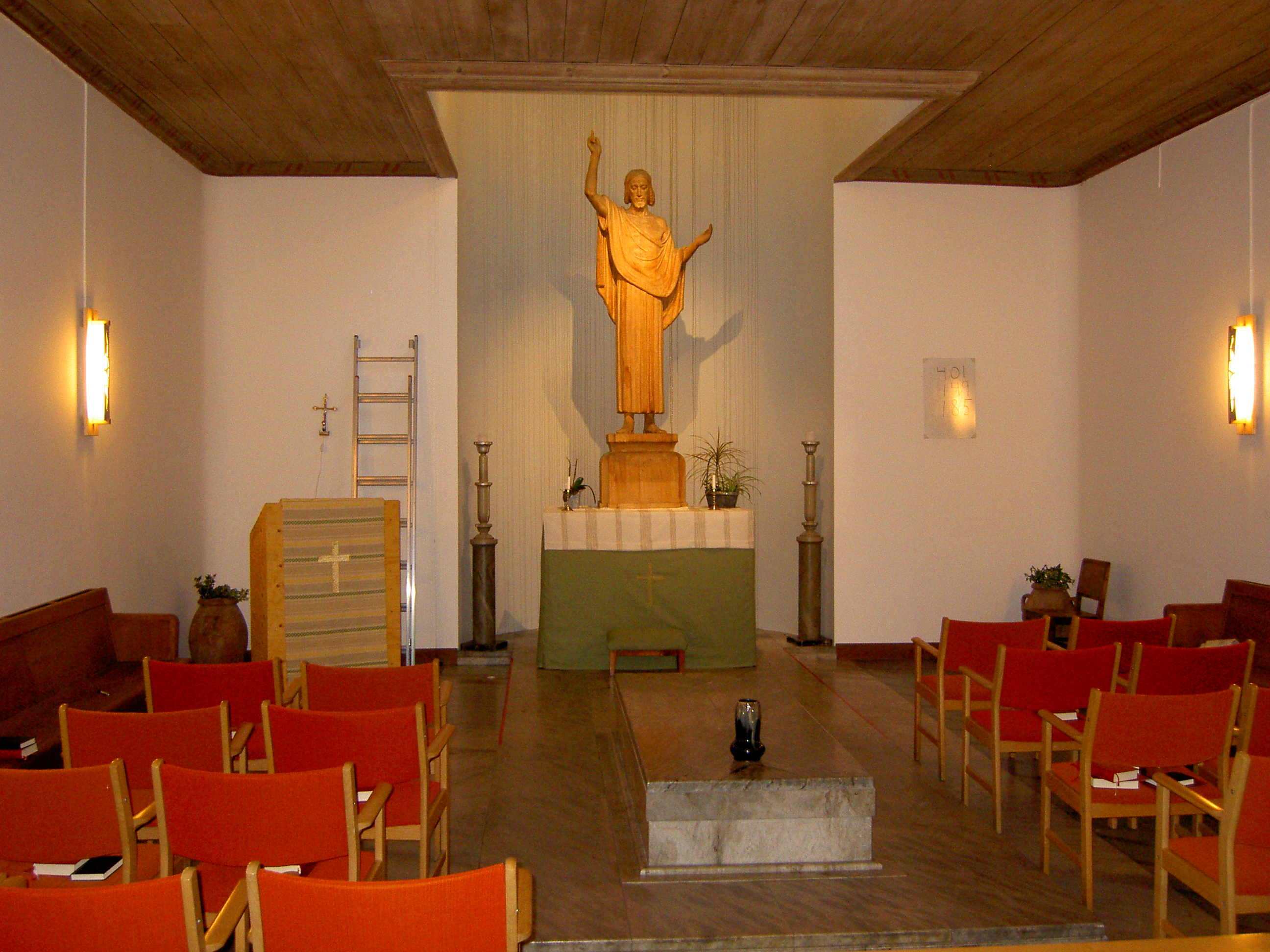
Kapellets kyrksal. Sommaren 2006 började honung sippra fram bakom Jesusstatyn.

Pauluskapellet är en kyrkobyggnad i Uppsala i Uppsala stift. Pauluskapellet var tidigare ett begravningskapell och ligger intill Akademiska sjukhuset i Uppsala. Sedan millennieskiftet firas där regelbundet gudstjänster i Kyrkliga Förbundets regi. Sedan några år tillbaka står gemenskapen under episkopal tillsyn från Missionsprovinsen.
Vid kapellets norra sida finns två massiva portar och vid södra sidan ett absidliknande utsprång. Kyrkorummet är orienterat i nord-sydlig riktning med altare och kor åt söder. Kapellet saknar torn och klockstapel men vid norra sidan under det utskjutande taket hänger en kyrkklocka som sköts helt manuellt.
Sommaren 2006 började honung sippra fram bakom kapellets altare. Det visade sig att vildbin hade byggt bo i taket. Bikupan blev sedan angripen av getingar vilket fick honungen att rinna in. Man var tvungen att bryta upp taket för att sanera kapellet från honung och getingar.